# Pistolet PSM
Pistolet PSM (ros. пистолет самозарядный малогабаритный, dosłownie niewielki pistolet samopowtarzalny) – radziecki pistolet zaprojektowany na początku lat 70. z przeznaczeniem dla najwyższych dowódców Armii Radzieckiej oraz dla służb specjalnych: używało go KGB i STASI. Jego twórcami są T. Łaszniew, A. Simarin i L. Kulikow. PSM strzela nowym – specjalnie dla niego opracowanym przez A.D. Denisową – rodzajem amunicji 5,45 x 18 mm. Żeby zwiększyć skuteczność stosunkowo słabego naboju rdzeń pocisku wykonywano ze stali, co dawało mu większą przebijalność. Dzięki temu nie było ryzyka zatrzymania się pocisku na przeszkodach tj. klamra paska od spodni, grubym portfelu itp., co było dość prawdopodobne w przypadku amunicji do innych miniaturowych i subkompaktowych pistoletów jak 6,35 × 15,5 mm Browning czy .22 Long Rifle.

## Konstrukcja
Pistolet działa na zasadzie wykorzystania energii odrzutu zamka swobodnego. Mechanizm kurkowy typu Double Action z kurkiem zewnętrznym oraz bezpiecznikiem umieszczonym w tylnej części pistoletu – nad zamkiem, co znacznie ułatwia jego obsługę. W celach bezpieczeństwa wprowadzono również bezpiecznik uniemożliwiający rozłożenie broni bez uprzedniego jej rozładowania. Chwyt pistoletu wykonany jest z aluminium, natomiast pozostałe części ze stali. Bezpiecznik jest wygodny, poręczność i kultura pracy mechanizmu spustowego są znacznie lepsze niż w polskim P-64, mimo wyraźnej różnicy wymiarów. Gdyby nie dość rzadko spotykany nabój, pistolet stanowiłby ciekawą alternatywę, jako broń EDC. 